# 冬木落川
冬木落川（ふゆぎおとしかわ）は、茨城県猿島郡五霞町を流れる河川である。

## 概要
猿島郡五霞町の南西部を流下し、同町の南中部にて中川へと至る。上流部には五霞町環境浄化センターおよび調節池が設けられている。
流域周辺は水田地域であり、主として農業排水路として利用されている。流路の詳細に関しては下記流路節を参照されたい。

## 流路
- 原宿台2丁目の南部にて調節池と接続する。
- 大字冬木（北側）と大字元栗橋（南側）の境界を南東へ流下する。この流域では水田地域となり、複数の水路と合流・交差しながら流下する。
- 大字幸主の南西部をそれまでの南東方向から南へと流路が曲流する。
- 茨城県猿島郡五霞町大字幸主（北側）と埼玉県幸手市大字木立（南側）の境界、猿島郡五霞町大字幸主側にて利根川水系中川へと合流、終点となる。
- 終点：中川

## 橋梁
- （五霞町南部を東西へ走る町道）

## 周辺の施設
- 五霞町環境浄化センター

座標: 北緯36度5分10秒 東経139度45分7.1秒 / 北緯36.08611度 東経139.751972度